# Bowmore
Боумо́р (англ. Bowmore, /boʊˈmɔːr/) — винокурня на острове Айлей на западе Шотландии, производящая одноименный односолодовый виски.

## История
Самая первая легальная винокурня на острове Айлей и одна из старейших в Шотландии. Основана в 1779 году Джоном Симпсоном. Позже в 1854 году расширена Джеймсом Маттером. В 1963 году её купил Стэнли П. Моррисон.
«Боумор» гораздо мягче, чем большинство виски с острова Айлей, хотя в нём отчетливо ощущается запах торфяного дыма.
Производятся односолодовые разливы Legend и Small Batch (без указания возраста), а также 12-, 15-, 17- и 21-летние.

## Продукция
Виски Bowmore высоко ценится знатоками. Цена одной бутылки виски Black Bowmore лежит в диапазоне от £20,000 до £60,000 в зависимости от возраста и партии .

### Комментарии
1. ↑  Такая цена не является рекордной. У коллекционеров высоко ценятся виски ныне не существующих вискокурен Stromness, Dallas Dhu и The Macallan. Так бутылка  The Macallan Fine and Rare 1926 года в 2019 году ушла с аукциона за £1.5 млн.[1]

### Сноски
1. 1 2  Quiz of the week Архивная копия от 13 декабря 2019 на Wayback Machine, BBC, 13.12.2019